# 熙笃修道院

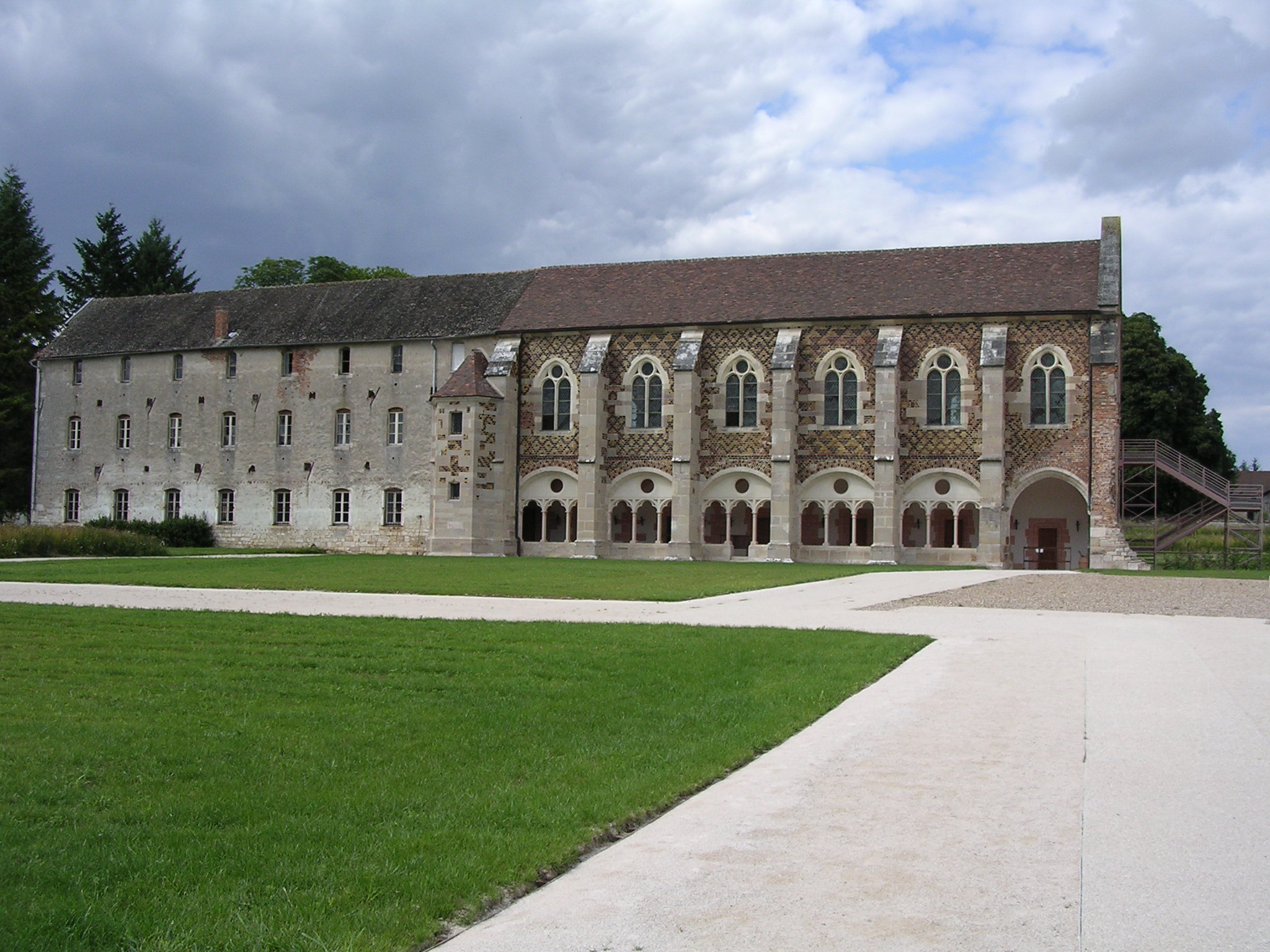
熙笃修道院

熙笃修道院（法語：Abbaye de Cîteaux）是位于法国第戎以南圣尼古拉莱熙笃的一个天主教修道院，建立于1098年，以熙笃会和严规熙笃隐修会建立于此而知名。16世纪法国宗教战争期间遭受严重破坏，1791年法国大革命时被政府征收。1898年，剩余建筑由严规熙笃隐修会买回并重新使用。